# Fallet Turpin
| David Turpin. |  | Louise Turpin. |
| David Turpin. |  | Louise Turpin. |

Fallet Turpin avser ett fall av barnmisshandel i Perris i Kalifornien i USA. Föräldrarna David Turpin (född 1961) och Louise Turpin (född 1968) hade under många år misshandlat sina 13 barn på olika vis. De utsatta barnens historia väckte internationellt intresse och genererade 600 000 amerikanska dollar i donationer till  barnen.

## Historia

### Bakgrund
David Turpin är utbildad dataingenjör,  utexaminerad från Virginia Tech. Fram till 2010 arbetade han på Lockheed Martin och året därpå Northrop Grumman, ett företag inom flygteknik och försvarsteknologi. Hans maka Louise Turpin var hemmafru. Fadern var uppgavs åtminstone 2018 vara rektor för den privata skolan Sandcastle Day School, vars adress var familjens hemadress. Paret Turpin var djupt religiösa och utövade pentekostalism.

### Brottet uppdagades
Den 14 januari 2018 lyckades ett av barnen rymma hemifrån och anmäla föräldrarna till polisen. De 13 barnen var då i åldrarna 2 till 29 år gamla.
Föräldrarna åtalades senare på 40 punkter som inkluderade tortyr, olaga frihetsberövande och övergrepp. Detta innebar att de riskerade fängelse under 94 års till livstid. Det uppdagades att brotten mot barnen pågått sedan åtminstone 2010 och föräldrarna erkände sig skyldiga till anklagelserna.
Den 19 april 2019 dömdes föräldrarna till livstids fängelse med möjlighet till villkorlig frigivning efter 25 år.